# Oxford English Dictionary
Das Oxford English Dictionary (OED) ist das umfangreichste Wörterbuch der englischen Sprache. Sein Ziel ist, den gesamten englischen Wortschatz seit dem 9. Jahrhundert einschließlich aller bekannten Wortbedeutungen, -varianten und -verwendungen darzustellen. Die 2. Auflage in 20 Bänden, 1989 erschienen, enthält etwa 600.000 Schlagwörter mit rund 2,5 Millionen Nachweisen.
Herausgegeben wird das OED von Oxford University Press. 1857 begann das Projekt, 1884 erschien unter der Leitung von James Murray eine erste Lieferung, 1928 war die 1. Auflage in 12 Bänden mit etwa 400.000 Wörtern abgeschlossen. An der Bearbeitung waren mehrere Generationen von Sprachforschern beteiligt, unter ihnen J. R. R. Tolkien und William C. Minor. 1989 wurde die zweite Ausgabe auf elektronischen Speichermedien verfügbar. Eine Online-Ausgabe mit dem Material der projektierten 3. Auflage wird vierteljährlich aktualisiert.
Das Wörterbuch bevorzugt das Oxford spelling.

## Vorgeschichte
In England wurde das erste Dictionarius, das eine Sammlung lateinischer Wörter enthielt, 1225 veröffentlicht. Ab 1538 erschien in London eine Reihe lateinisch-englischer Wörterbücher, von denen einige alphabetisch angeordnet waren, andere arrangierten das Vokabular nach Wortfeldern. Das erste rein englische Wörterbuch A Table Alphabeticall wurde 1604 veröffentlicht und enthielt 2500 Einträge. Seinem Herausgeber Robert Cawdrey (* um 1538; † nach 1604) kam es vor allem darauf an, schwierige Wörter zu erläutern („hard usual English words“). Während des 17. Jahrhunderts kamen insgesamt sieben große Wörterbücher auf den Markt. Sie enthielten meist nur ein Synonym des zu erläuternden Begriffs und beschränkten sich durchweg auf schwierige, ungebräuchliche Wörter.
Das Wörterbuch von Nathaniel Bailey († 1742) beanspruchte zum ersten Mal, ein umfassendes Inventar der englischen Sprache zu liefern. Außerdem enthielt es Angaben zur Entstehungsgeschichte der Stichwörter. Baileys Universal Etymological Dictionary erschien 1721 und erlebte 25 Auflagen. Das bedeutendste Wörterbuch vor dem Oxford English Dictionary stammt aber von Samuel Johnson. Sein Dictionary of the English Language stellte zum ersten Mal ein Belegwörterbuch dar. Obwohl Johnson es ablehnte, die englische Sprache normieren zu wollen, definierte sein Wörterbuch die Standardsprache, regelte die Rechtschreibung und lieferte Hinweise zur Aussprache. Johnson wertete literarische Werke aus, die aus dem Zeitraum zwischen 1586, als Sir Philip Sidney gestorben war, bis zu den seinerzeit jüngst verstorbenen Schriftstellern stammten. 1755 erschienen die beiden Bände; es war das letzte Mal, dass eine einzelne Person ein umfassendes Wörterbuch der englischen Sprache vorlegte.

## Geschichte

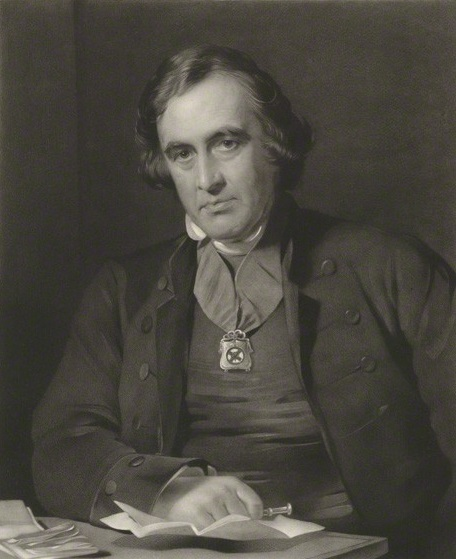
Richard Chenevix Trench, Initiator des OED, Zeichnung von 1863

Am 5. November 1857 rief Richard Chenevix Trench (1807–1886), Dekan von Westminster Abbey, vor der Philological Society dazu auf, ein Wörterbuch der englischen Sprache zu schaffen. Sein Vortrag trug den Titel „Einige Mängel unserer englischen Wörterbücher“. Trench schwebte ein Inventar der gesamten englischen Sprache vor; ausdrücklich sollte dieses Wörterbuch nicht der Sprachpflege dienen: Lexikografen seien Historiker, keine Kritiker.
Trench war klar, dass eine einzelne Person solch ein Projekt nicht mehr bewältigen konnte. Er schlug deswegen ein Gemeinschaftsunternehmen vor, das auf der Arbeit von Freiwilligen aufbauen würde. Der Vorschlag – damals noch unter dem Namen New English Dictionary on Historical Principles – wurde von der Philological Society 1858 akzeptiert und Herbert Coleridge (1830–1861) zum Herausgeber berufen. Coleridge starb bereits nach zwei Jahren, er hatte in dieser Zeit gerade mal die Belege für die Hälfte des Buchstaben A durchsehen können, und auch sein Nachfolger Frederick James Furnivall (1825–1910) erwies sich als überfordert, wie er schließlich selbst erkannte. Zwanzig Jahre nach dem Beginn stand das Projekt vor dem Scheitern.

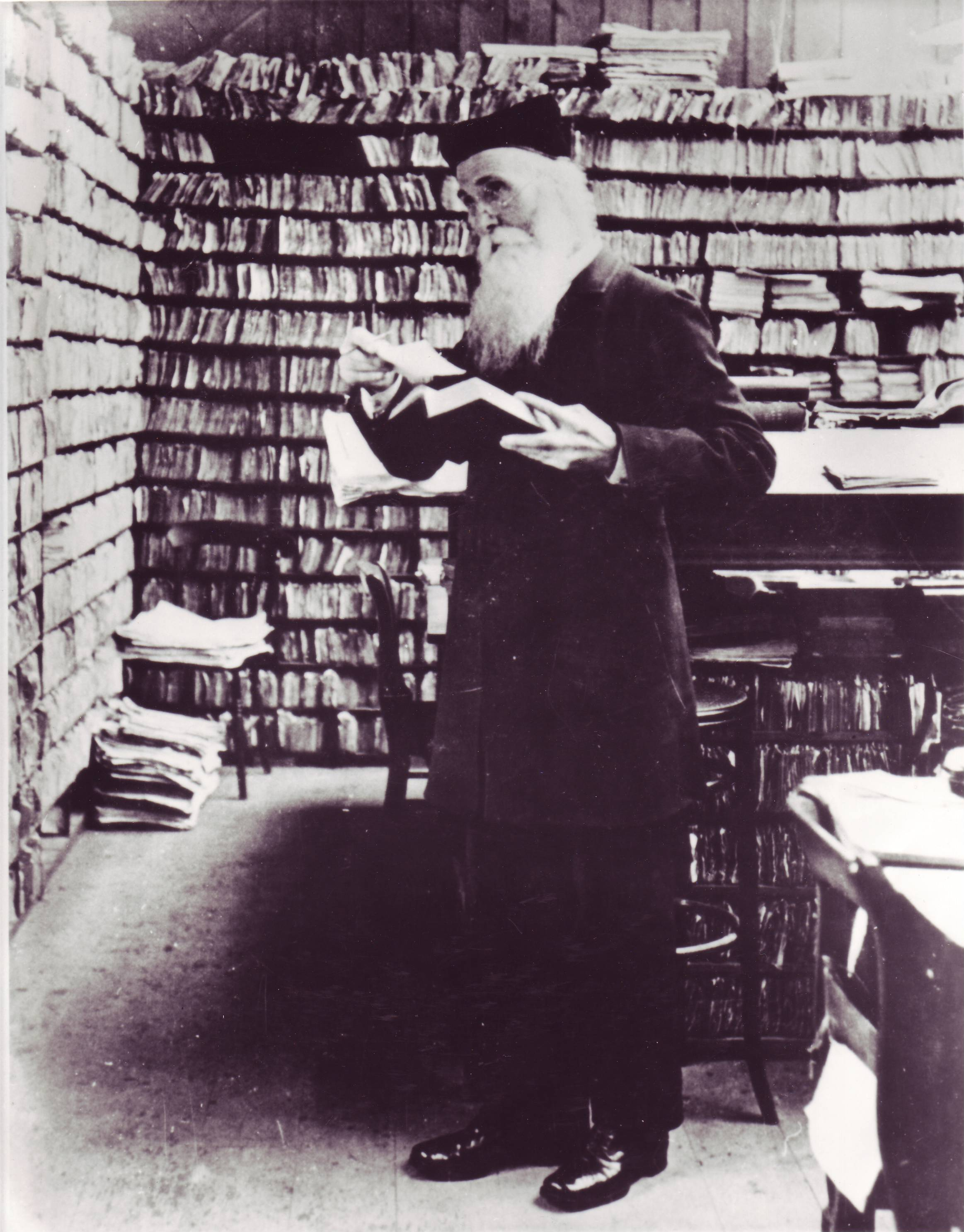
Herausgeber James Murray in seinem „Skriptorium“ in Oxford, Foto vor 1910

Die entscheidende Wende kam 1877, als einerseits auf Furnivalls Vorschlag James Murray eingestellt wurde und andererseits Oxford University Press als Verlag gewonnen wurde. Murray veröffentlichte 1879 einen Aufruf, den zahlreiche Buchhändler ihren Büchern beilegten. Bemerkenswerterweise richtete er sich dabei nicht nur an seine Landsleute, sondern auch an Amerikaner und die Bewohner der britischen Kolonien: Tatsächlich sollte die gesamte englische Sprache, die inzwischen zur Weltsprache aufgestiegen war, dokumentiert werden.
Die Methode, Belege zu sammeln, war bereits von Samuel Johnson ausgearbeitet worden. Auf einem Streifen Papier wurde das Wort, die Fundstelle und ein Zitat herausgeschrieben, das den Gebrauch dieses Wortes illustrierte. Johnson hatte auf diese Weise versucht, die Bedeutung eines Wortes zu vermitteln. Trench ging weit darüber hinaus: Er wollte durch Belege die gesamte Geschichte eines Wortes illustrieren, gleichsam eine Biographie vom ersten Auftauchen in der englischen Sprache bis zu dessen Verschwinden schreiben, wobei auch jeder Bedeutungswandel durch ein Zitat untermauert werden sollte.
Um das Projekt zu finanzieren, wurde das Wörterbuch in zahlreichen Lieferungen publiziert. Der erste Faszikel erschien am 1. Februar 1884 mit den Stichwörtern a – ant. Das Projekt war gesichert, als Königin Viktoria erlaubte, ihr den Band mit dem Buchstaben C zu widmen. Neben Murray war ab 1888 Henry Bradley zweiter Herausgeber, gefolgt von William A. Craigie als drittem Herausgeber. Nach siebzig Jahren wurden die zwölf Bände des New English Dictionary schließlich 1928 abgeschlossen. Bis dahin waren 414.825 Wörter definiert und dafür 1.827.306 Belege angeführt worden. Bei der Arbeit war ein einziges Stichwort – bondmaid (deutsch: Leibeigene) – verloren gegangen. Allerdings entwickelte sich die englische Sprache schneller als das Wörterbuch, so dass 1933 bereits ein erster Ergänzungsband notwendig wurde (Herausgeber William Craigie, Charles Talbut Onions). Erst seitdem ist das Wörterbuch unter dem Namen Oxford English Dictionary bekannt. 1972 bis 1984 erschien das zweite Supplement in vier Bänden (Herausgeber Robert Burchfield). Nach insgesamt fünf Ergänzungsbänden wurde 1989 die zweite, vollkommen neu bearbeitete Ausgabe in 20 Bänden veröffentlicht.
Eine weitere Neuausgabe war im August 2010 zu 28 Prozent fertiggestellt. Daraus entstand eine kostenpflichtige Online-Ausgabe, die vierteljährlich aktualisiert wird, zunächst unter der Leitung von John Simpson. 2013 wurde wieder mit einer dritten gedruckten Ausgabe gerechnet, aber nicht vor dem Jahr 2028.

## Aufbau eines Artikels
Das Oxford English Dictionary wurde mit Hilfe Tausender freiwilliger Mitarbeiter erstellt, die insgesamt sechs Millionen Belege einsandten. Die Belege wurden zunächst alphabetisch sortiert, dann innerhalb desselben Stichworts nach Wortarten: etwa bell als Substantiv, Adjektiv und Verb. Dann wurden die Belege nach der Zeit sortiert, aus der sie stammten und schließlich nach verschiedenen Bedeutungen.
Ein Stichwort enthält zunächst Aussprache und Etymologie – ursprünglich hatte Oxford University Press sich dagegen ausgesprochen, weil sie ein eigenes etymologisches Wörterbuch publizieren wollte. Dann folgt die Definition und schließlich die Belegstellen. Grundsätzlich sollen die Zitate den Gebrauch des Stichworts illustrieren. Das erste Zitat soll möglichst auch das erste Auftauchen des Wortes in der englischen Sprache nachweisen. Danach reicht ein Zitat pro Jahrhundert, bei starkem Bedeutungswandel können es auch mehr sein.
Die Definition sollte besagen, wozu ein Wort gehört. Dabei sollten keine Wörter verwendet werden, die komplizierter oder wahrscheinlich weniger bekannt als das zu definierende Wort sind. Eine Definition sollte nicht sagen, was ein Wort nicht bedeutet. Alle verwendeten Wörter müssen anderswo im Wörterbuch zu finden sein. Und wenn ein Wort mehrere Bedeutungen hat, müssen diese genannt werden.

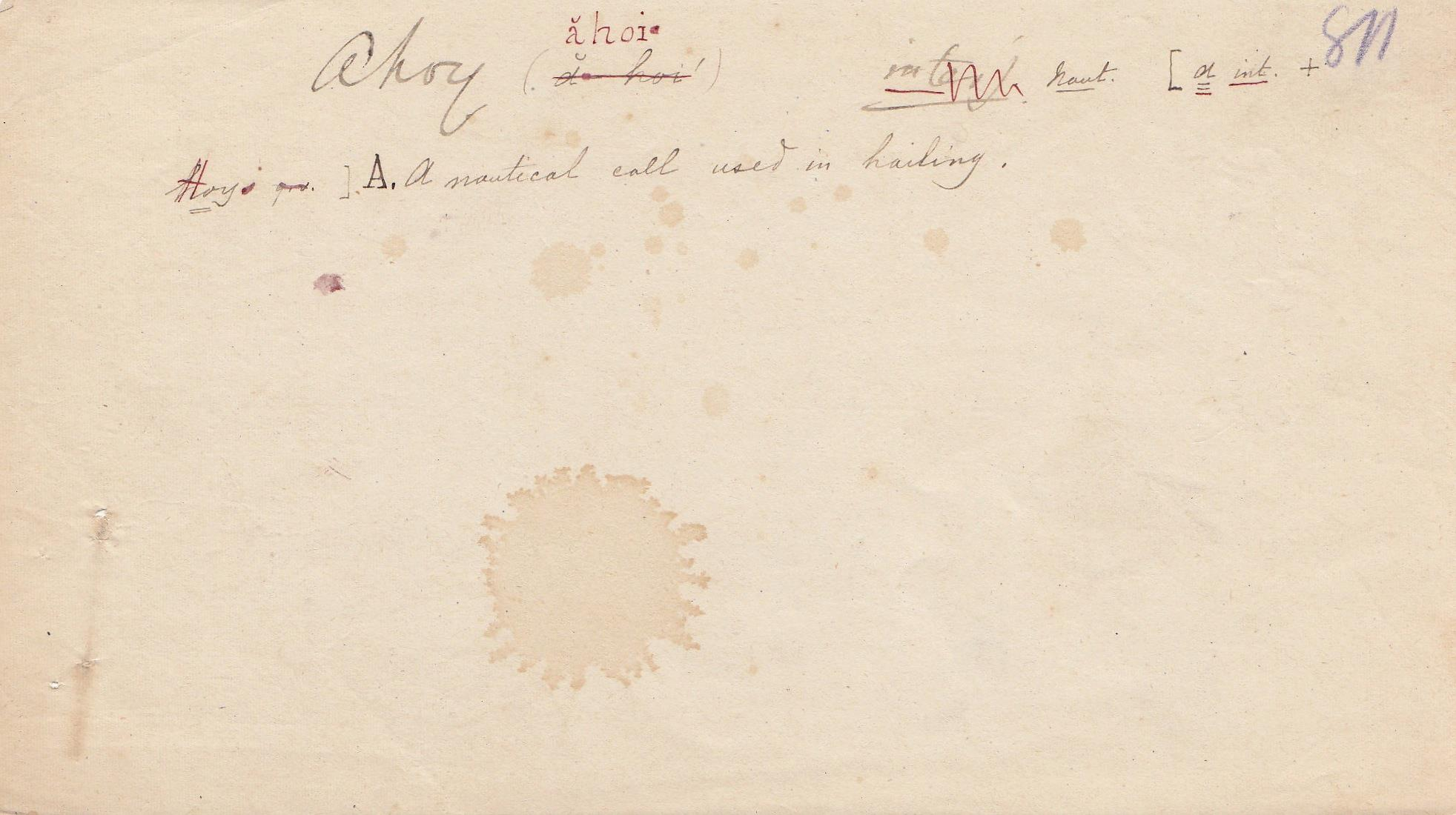
Vorarbeit für das Wörterbuch: Zettel („clip“) mit Lemma-Definition, hier ahoy
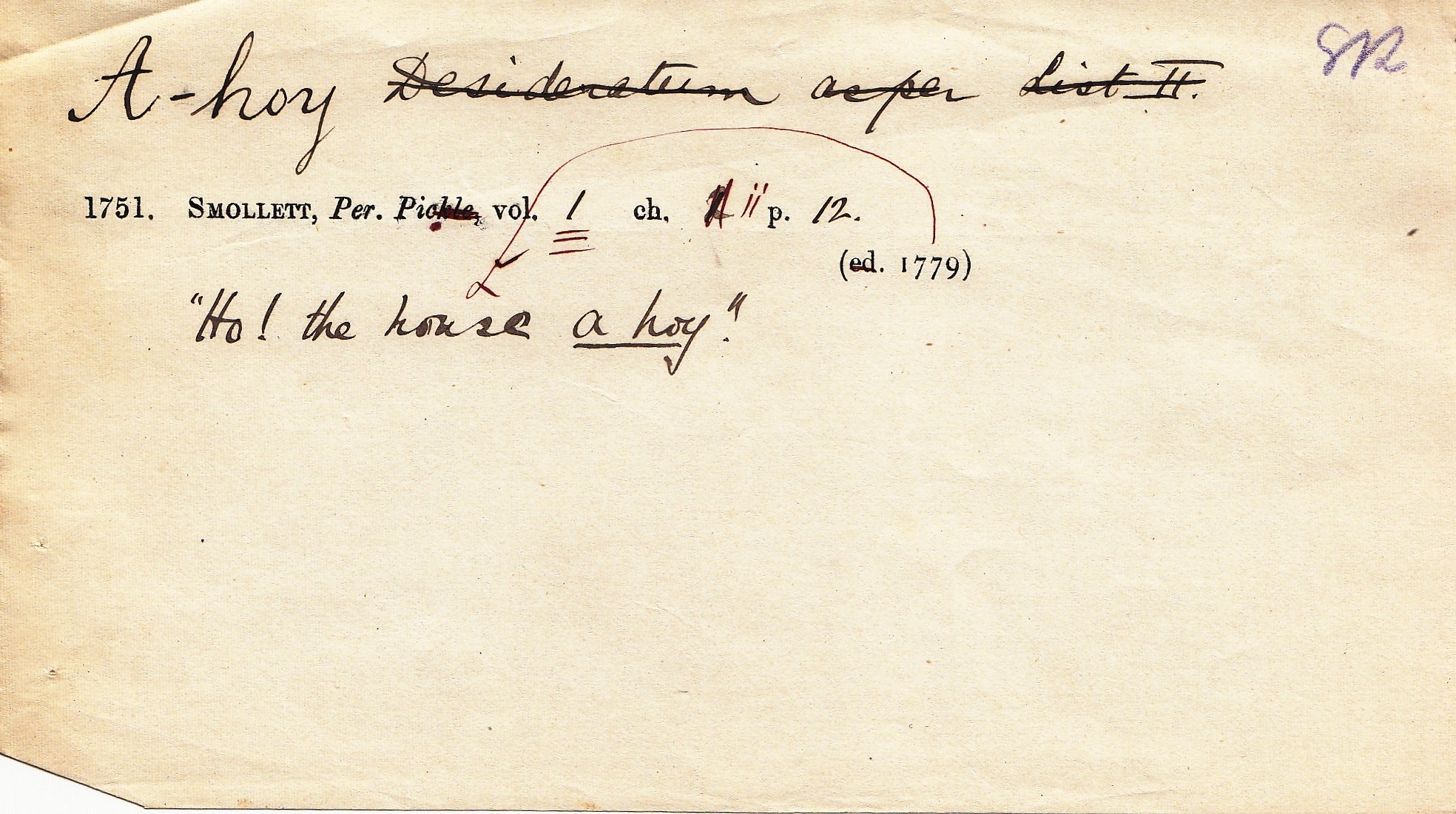
Clip mit Angabe einer Quelle, Vordruck zum Eintragen seltener Wörter bei Lektüre
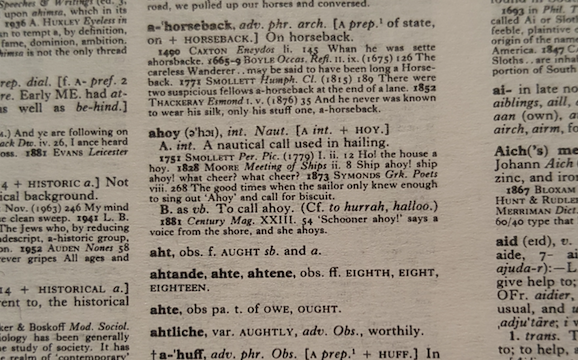
Gedrucktes Lemma ahoy, hier in der Kompaktausgabe des OED
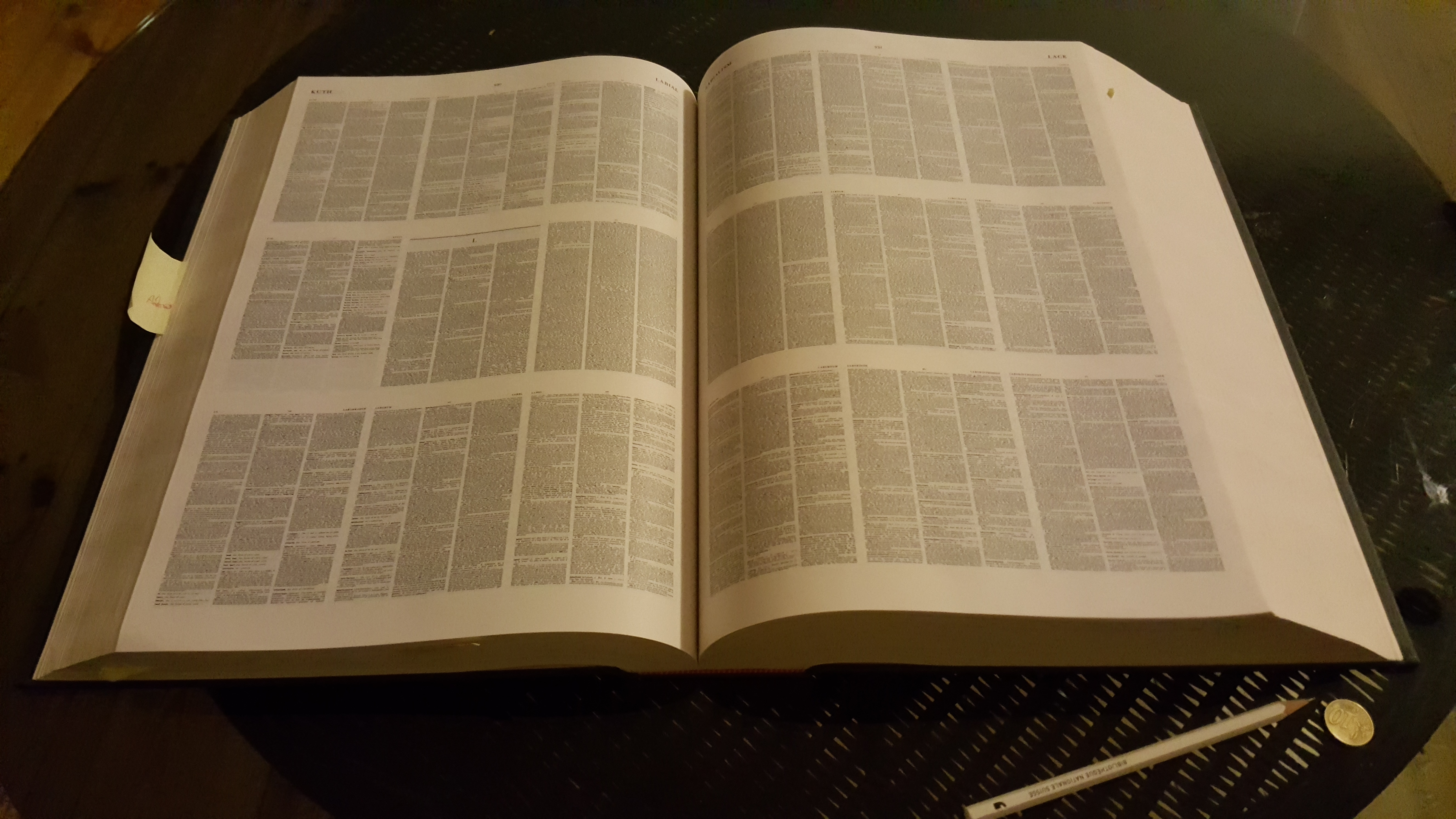
Kompaktausgabe des OED von 1993, die 20 Bände der 2. Auflage umfassend

## Bedeutung
Das Oxford English Dictionary ist das bedeutendste Wörterbuch der englischen Sprache. Vergleichbare Wörterbücher in anderen Sprachen werden meist von Akademien getragen: Die Accademia della Crusca in Florenz schuf bereits 1612 das erste Wörterbuch der italienischen Sprache. In Frankreich brachte die Académie Française ab 1694 das Dictionnaire de l’Académie heraus, wobei sie ihre Aufgabe auch darin sieht, Normen zu setzen. In Spanien erfüllt die Königlich Spanische Akademie eine vergleichbare Funktion. Ihr Diccionario de Autoridades – ebenfalls ein Belegwörterbuch – erschien zwischen 1726 und 1739; das daraus entstandene Diccionario de la lengua española kommt allerdings ohne Belege aus. Das Deutsche Wörterbuch wurde von den Brüdern Grimm in den 1830er Jahren begonnen und erst 1961 abgeschlossen; bis 2016 wurde an der Revision der Buchstaben A–F gearbeitet. Von den weiteren, zumeist im 19. Jahrhundert begonnenen vielbändigen Nationalwörterbüchern liegen diejenige Dänemarks (Ordbog over det danske Sprog) und der Niederlande (Woordenboek der Nederlandsche Taal) abgeschlossen vor, wogegen diejenigen Schwedens (Svenska Akademiens ordbok) und der deutschsprachigen Schweiz (Schweizerisches Idiotikon) noch nicht abgeschlossen sind. Für den US-amerikanischen Sprachraum von Bedeutung ist schließlich Webster's Dictionary (eigentlich: An American Dictionary of the English Language), dessen maßgebliche Fassung zuerst 1828 erschien.

## Publikationsformen
Neben der 20-bändigen Standardausgabe gibt es auch eine einbändige Kleindruckausgabe mit 2402 Seiten, sowie gekürzte Versionen. Die umfangreichste der gekürzten Ausgaben ist das zweibändige Wörterbuch The Shorter Oxford English Dictionary (6. Auflage 2007). Von dieser Ausgabe gibt es eine CD-ROM Ausgabe von Oxford University Press sowie eine herunterladbare Applikation von WordWeb. Dazu gehören auch das einbändige The Pocket Oxford Dictionary, das im Umfang etwa dem Duden entspricht. Etwa doppelt so umfangreich ist das Concise Oxford English Dictionary mit etwa 240.000 Wörtern, das auch Angaben zur Etymologie der Stichwörter bietet.
Die CD-ROM des Oxford English Dictionary in der Version 4.0 enthält neben dem Text der 20-bändigen 2. Ausgabe die 3 Ergänzungsbände und etwa 7000 Einträge ab 1997. 
Die Onlineversion bietet frei verfügbare Standardabfragen; für den vollständigen Zugriff ist ein Abonnement erforderlich.

## Herausgeber
- James Murray (1837–1915), Lexikograf und Philologe
- Henry Bradley (1845–1923), Anglist (Philologe) und Lexikograph
- William A. Craigie (1867–1957), schottischer Philologe und Lexikograph
- Charles Talbut Onions (1873–1965), Lexikograph und Anglist
- Robert Burchfield (1923–2004), neuseeländisch-britischer Lexikograph
- Edmund Weiner (* 1950), Anglist und Lexikograph
- John Simpson (* 1953), Lexikograf